# Hwang Jung-min
Hwang Jung-min (* 1. September 1970 in Masan, Südkorea) ist ein südkoreanischer Schauspieler.

## Leben
Hwang erhielt dreimal den Blue Dragon Award, zweimal in der Kategorie bester Schauspieler für You Are My Sunshine (2005) und New World (2013) und einmal als bester Nachwuchsdarsteller für Road Movie (2002). Er ist seit 2004 mit der Musical-Schauspielerin Kim Mi-hye verheiratet. Das Paar hat einen Sohn. Hwangs jüngerer Bruder ist der Musikdirektor Hwang Sang-joon.
In You Are My Sunshine (2005) spielt er einen Farmer in einer Kleinstadt, der sich in die kürzlich aus Seoul zugezogene Eun-ha (gespielt von Jeon Do-yeon) verliebt. Im Verlauf des Films stellt sich heraus, dass sie an AIDS leidet und früher als Prostituierte in Seoul arbeitete.
Er gehört zu den erfolgreichsten Schauspielern. Zwischen Ende 2014 und Mitte 2016 verzeichneten die Filme mit ihm in der Hauptrolle kumuliert mehr als 50 Millionen Zuschauer in Südkorea: Ode to My Father (14,2 Mio.), Veteran (13,4 Mio.), The Himalayas (7,7 Mio.), A Violent Prosecutor (9,7 Mio.) und The Wailing – Die Besessenen (6,9 Mio.).
In Ode to My Father spielt er einen alten Mann, an dessen Leben durch Rückblenden die Geschichte Südkoreas, vom Korea-Krieg bis ins Jahr 2014 erzählt wird. In der Actionkomödie Veteran spielt er einen erfahrenen Polizisten, der den Verbrechen eines Chaebol-Sohnes auf der Spur ist. In The Himalayas spielt er den südkoreanischen Bergsteiger Um Hong-gil, der alle 14 Achttausender erklomm. Der Film handelt von seiner Rolle als Mentor und wie er die Leichen seiner Freunde, die am Mount Everest verunglückten, bergen und nach Hause bringen möchte.

## Filmografie

### Filme
- 1990: General’s Son (장군의 아들 Janggun-ui Adeul)
- 1999: Shiri (쉬리)
- 2001: The She
- 2001: Waikiki Brothers (와이키키 브라더스)
- 2002: Road Movie (로드무비)
- 2002: YMCA Baseball Team (YMCA 야구단)
- 2003: A Good Lawyer’s Wife (바람난 가족 Baramnan Gajok)
- 2003: The End of a Wicked Woman (Kurzfilm)
- 2004: Majimak Neukdae (마지막 늑대)
- 2004: Twentidentity „Under a Big Tree“ (Kurzfilm)
- 2005: This Charming Girl (여자, 정혜 Yeoja, Jeonghye)
- 2005: Bittersweet Life (달콤한 인생)
- 2005: Heaven’s Soldiers (천군 Cheongun)
- 2005: You Are My Sunshine (너는 내 운명 Neoneun Nae Unmyeong)
- 2005: All for Love (내 생애 가장 아름다운 일주일 Naesaengae Gajang Areumdawun Iljuil)
- 2006: Bloody Tie (사생결단 Sasaenggyeoldan)
- 2007: Black House (검은 집 Geomeun Jib)
- 2007: Happiness (행복 Haengbok)
- 2007: Eleventh Mom (열한번째 엄마 Yeolhan Beonjjae Eomma)
- 2008: A Man Who Was Superman (슈퍼맨이었던 사나이)
- 2009: Private Eye (그림자 살인 Geurimja Sarin)
- 2009: Five Senses of Eros „In My End is My Beginning“ (Kurzfilm)
- 2010: Blades of Blood (구름을 벗어난 달처럼 Gureumeul Beoseonan Dalcheoreom)
- 2010: The Unjust (부당거래 Budanggeorae)
- 2011: Krieg der Königreiche – Battlefield Heroes (평양성 Pyeongyangseong)
- 2011: Moby Dick (모비딕)
- 2012: Dancing Queen (댄싱퀸)
- 2013: New World (신세계 Sinsegye)
- 2013: In My End Is My Beginning (끝과 시작 Kkeutgwa Sijak)
- 2013: Fists of Legend (전설의 주먹 Jeonseol-ui Jumeok)
- 2014: Man in Love (남자가 사랑할 때 Namjaga Saranghal Ddae)
- 2014: Ode to My Father (국제시장 Gukje Sijang)
- 2015: Veteran – Above the Law (베테랑)
- 2015: The Himalayas (히말라야 Himalaya)
- 2016: A Violent Prosecutor (검사외전 Geomsaoejeon)
- 2016: The Wailing – Die Besessenen (곡성 Gokseong)
- 2016: Asura – The City of Madness
- 2017: The Battleship Island (군함도 Gunhamdo)
- 2018: The Spy Gone North

### Fernsehserien
- 2009: The Accidental Couple (그저 바라 보다가 Geujeo Bara Bodaga)
- 2011: Korean Peninsula (한반도 Hanbando)
- 2022: Narco-Saints (수리남 Surinam)
- 2025: Nine Puzzles (나인 퍼즐 Nain Peojeul)